# Nanto (Italia)
Nanto es un municipio italiano de 2.759 habitantes de la provincia de Vicenza (región de Véneto). 

## Demografía
| Gráfica de evolución demográfica de Nanto entre 1861 y 2001 |
|                                                             |
| fuente ISTAT - elaboración gráfica a cargo de Wikipedia     |